# Evangeliario di San Gallo

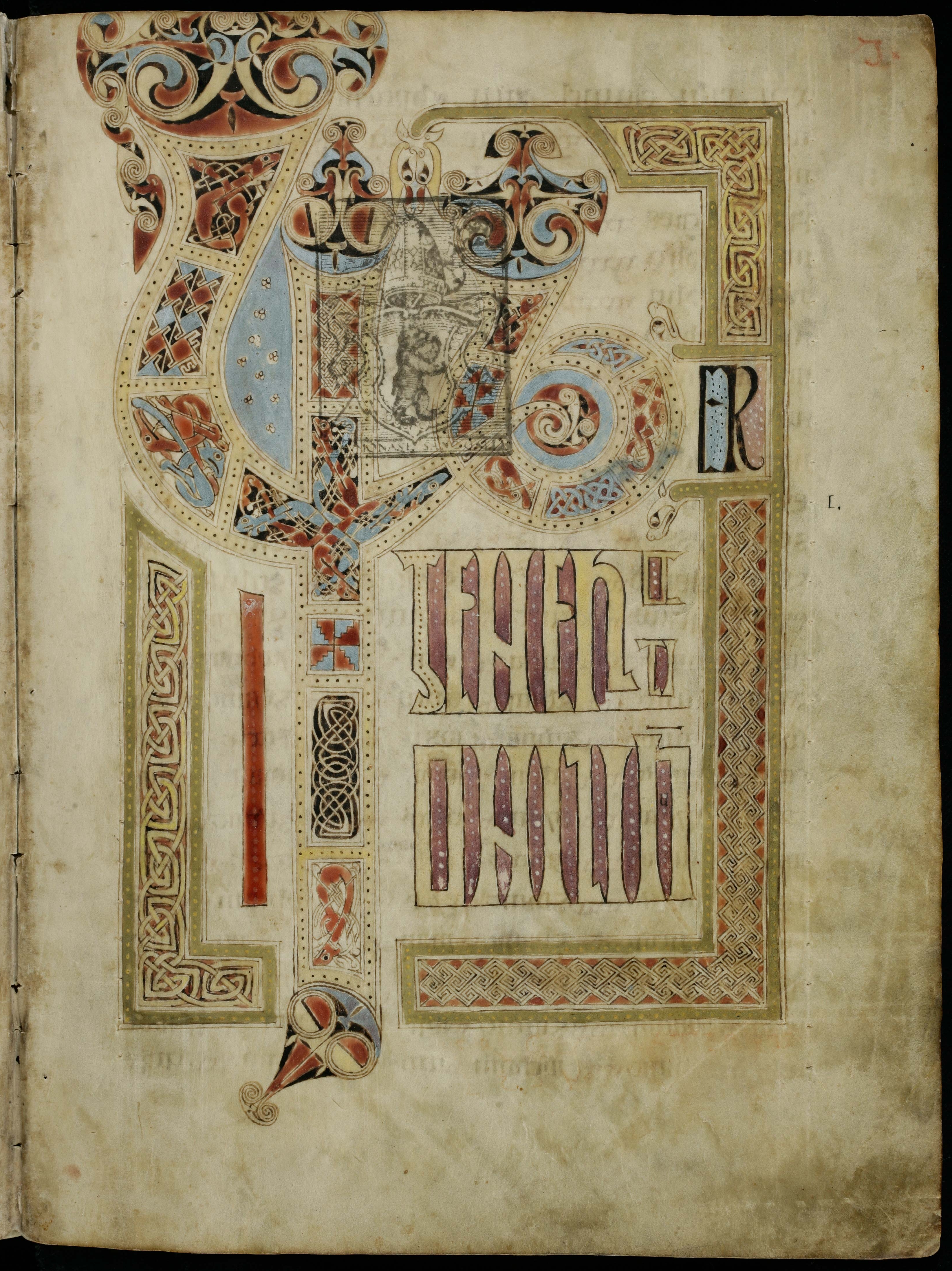
«Liber Generationis», f.2r

L'Evangeliario di San Gallo (noto anche come Libro di San Gallo e Codex Sangallensis 51) è un codice miniato conservato nella Biblioteca dell'abbazia di San Gallo in Svizzera.
Si tratta di un manoscritto irlandese contenente i Vangeli e risalente all'VIII secolo (o all'inizio del IX secolo); è tuttora conservato nella Biblioteca dell'Abbazia di San Gallo (Cod. Sang. 51). Probabilmente è arrivato all'abbazia di San Gallo durante il IX secolo, proveniente da uno scriptorium irlandese, attraverso un pellegrino diretto a Roma o forse all'abbazia colombaniana di Bobbio.
Il codice è composto da 134 fogli (29.5 × 22.5 cm); è scritto in un carattere insulare maiuscolo e presenta nella decorazione numerose iniziali decorate in tutto il testo e sette miniature a piena pagina:
- quattro ritratti degli Evangelisti, ciascuno di fronte ad una pagina capolettera
- la Crocifissione,
- il Giudizio Universale, o Ascensione
- pagina tappeto con Monogramma di Cristo.

## Le miniature

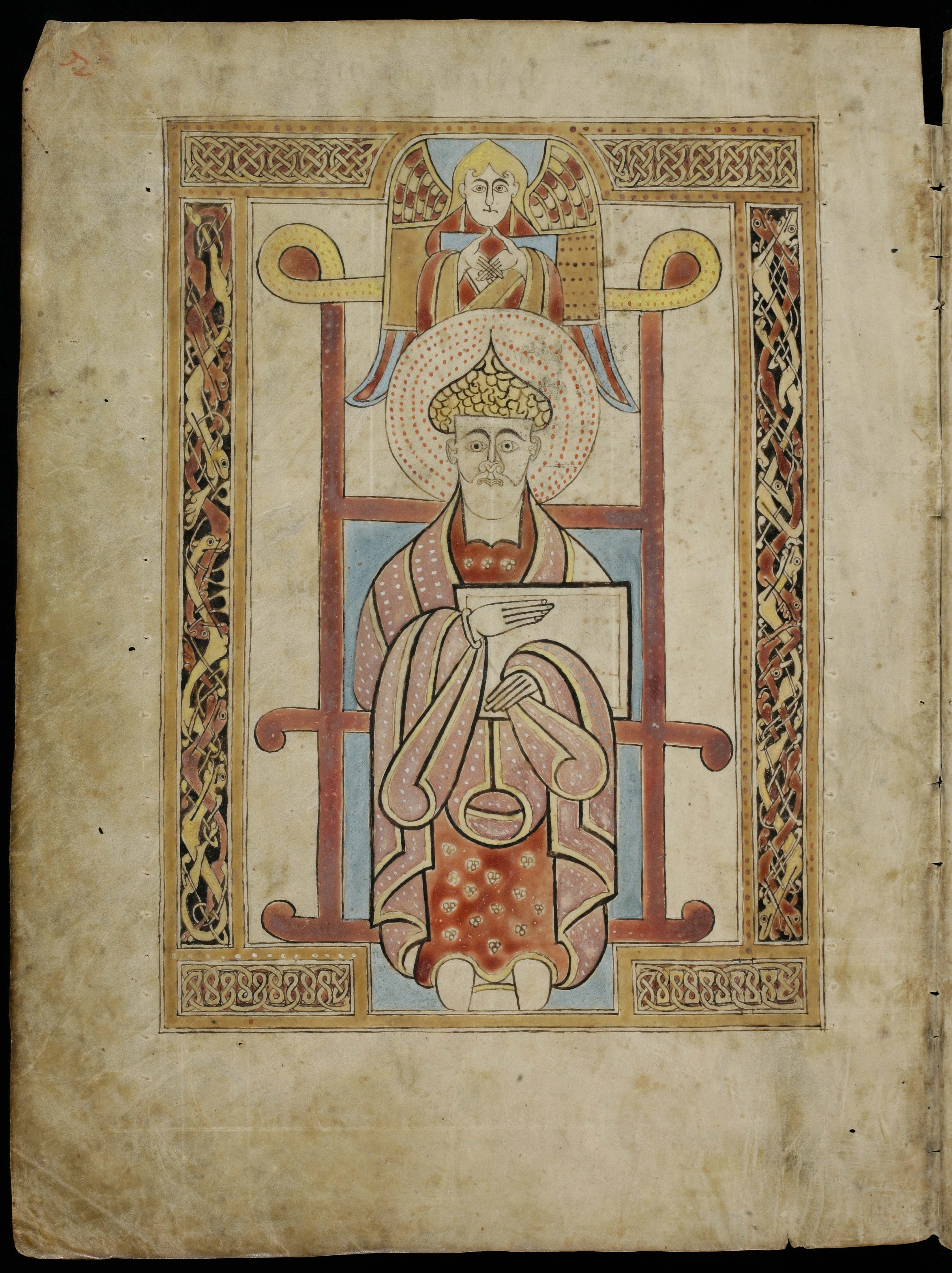
L'evangelista Matteo
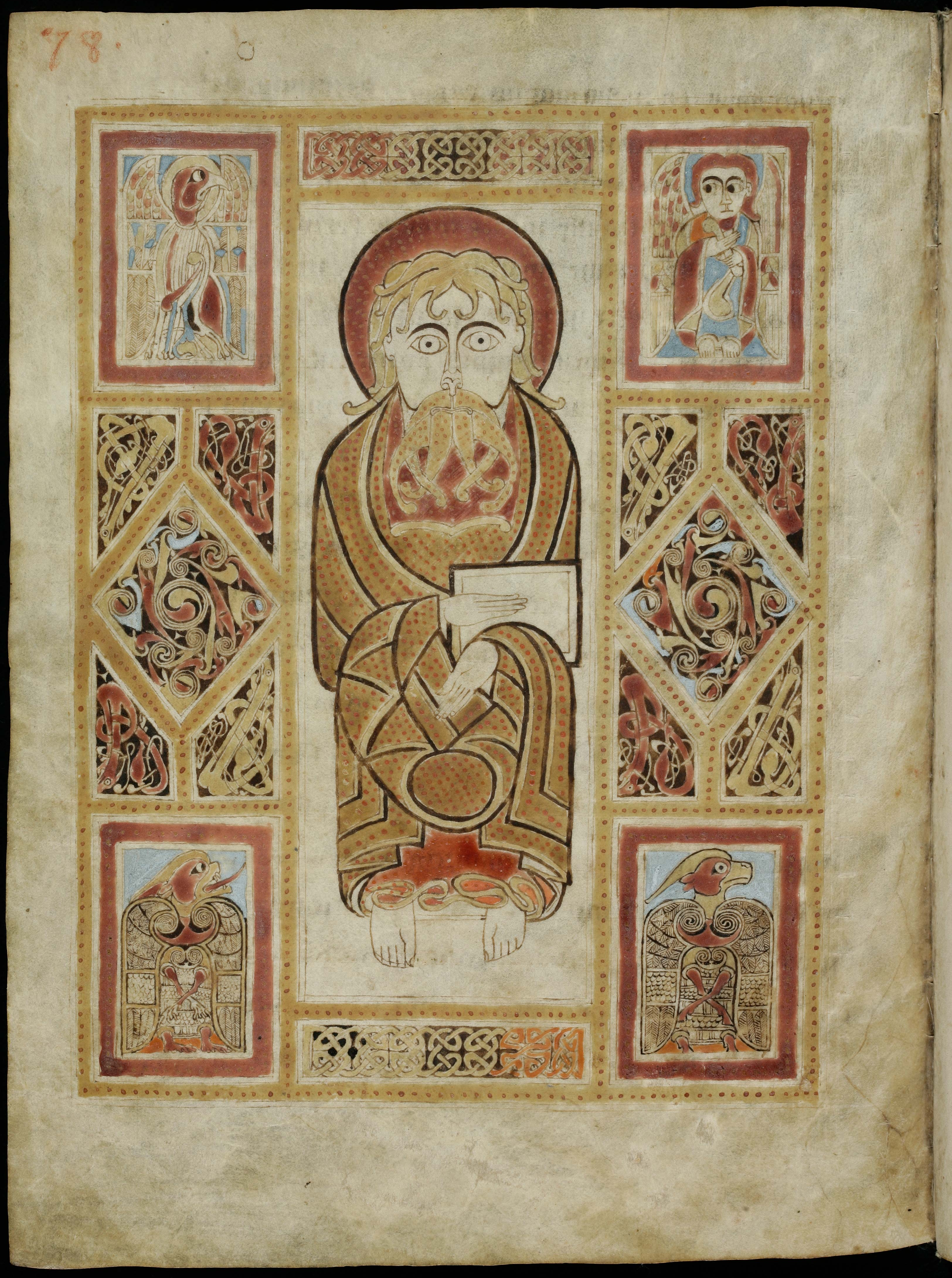
L'evangelista Marco
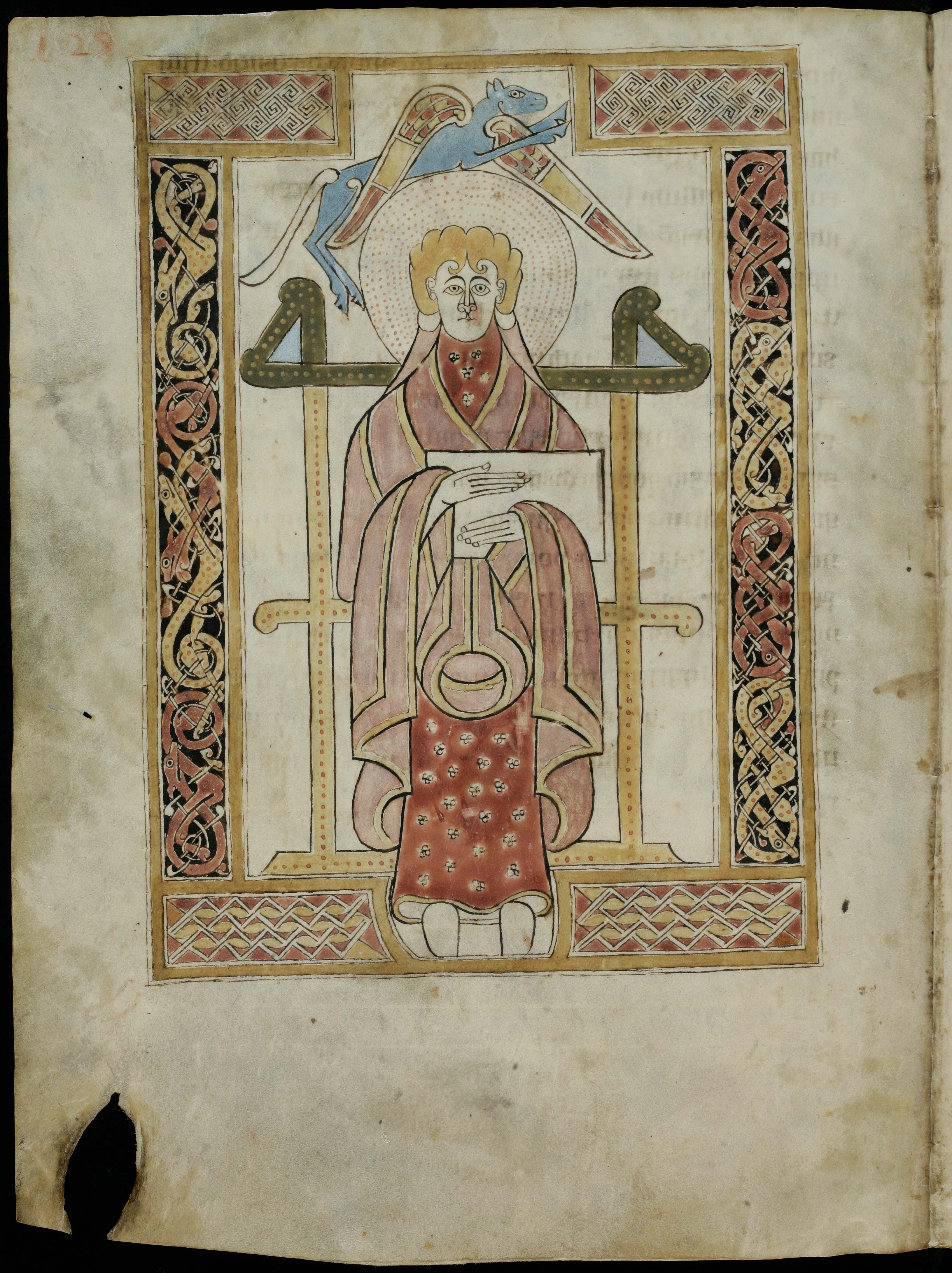
L'evangelista Luca
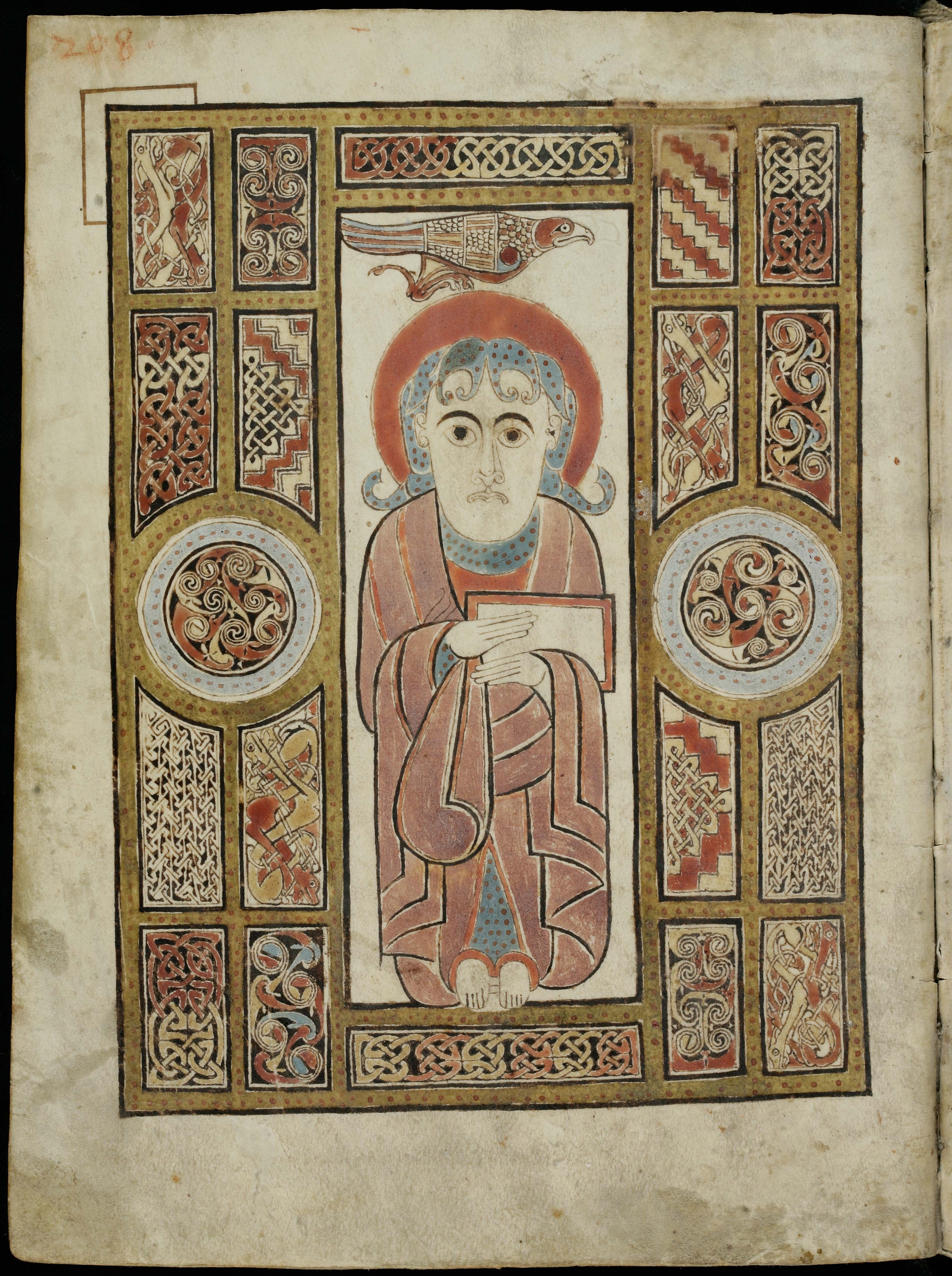
L'evangelista Giovanni
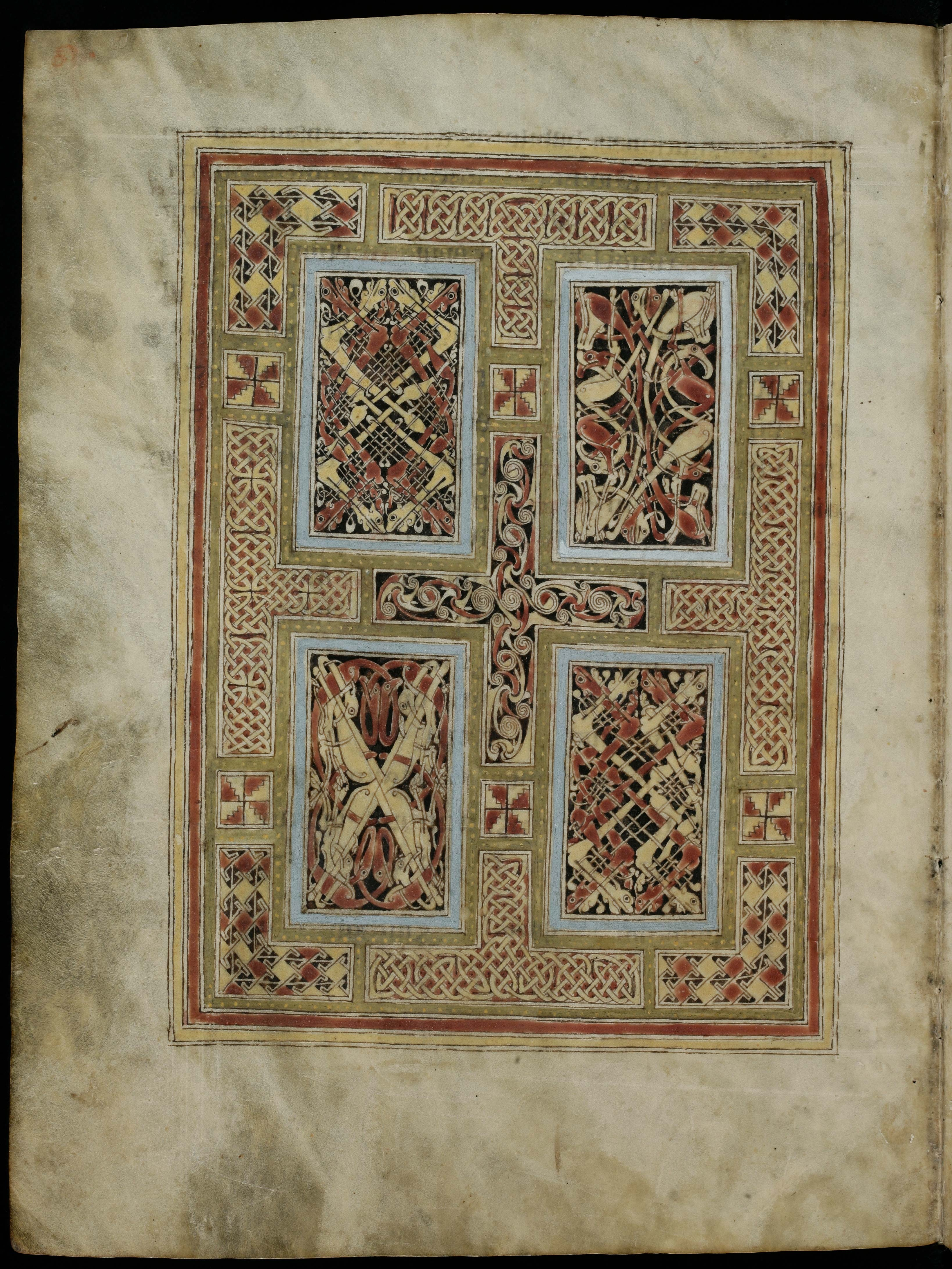
Pagina tappeto
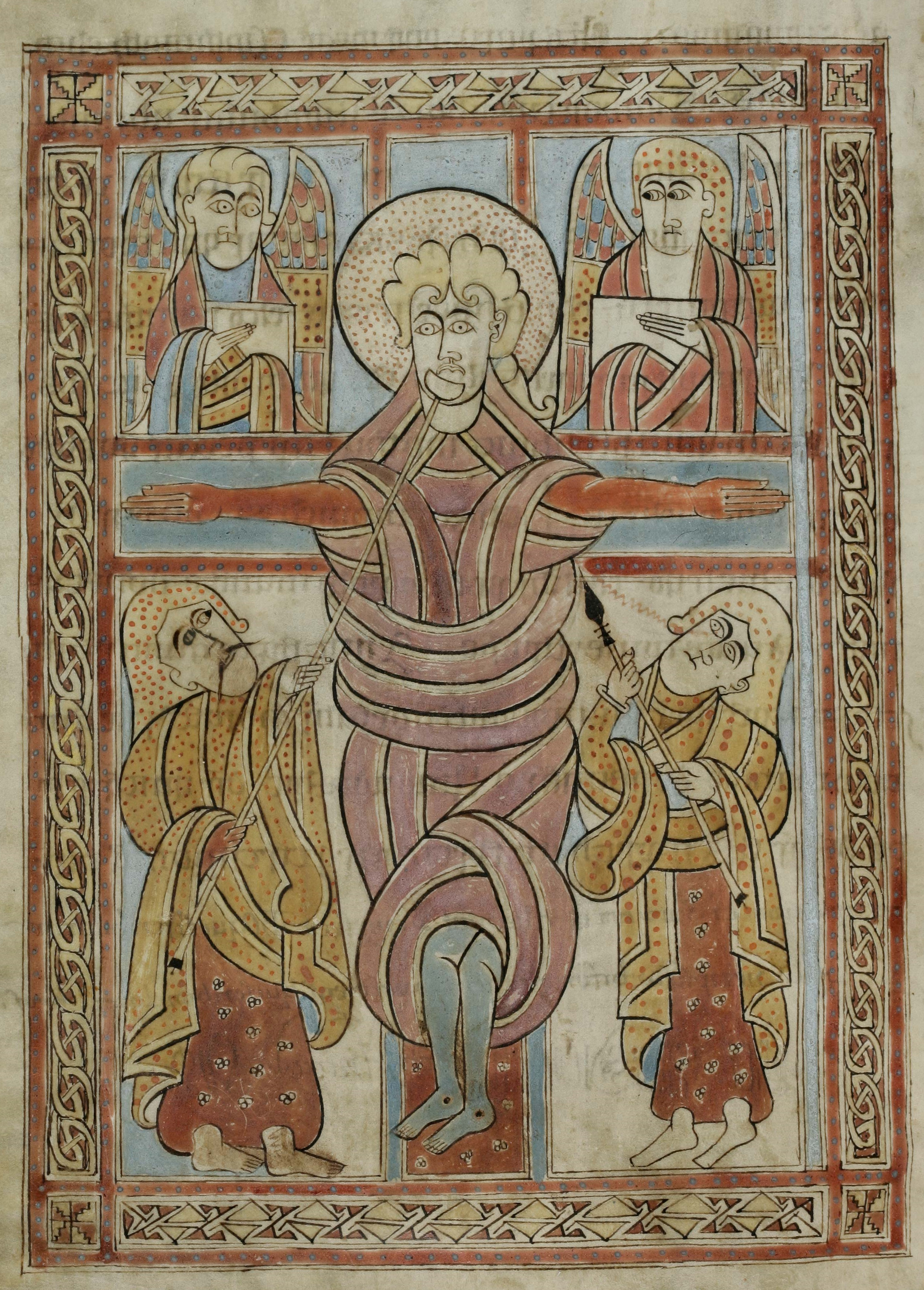
Crocifissione